# Eržika Kovačević
Eržika (Živka, Jelisaveta, Erži) Kovačević (Subotica, 19. siječnja 1925. – Subotica, 26. travnja 2012.) je bila  hrvatska, vojvođanska i srpska kazališna glumica  bunjevačkog porijekla.

## Životopis
Kći Marka i Amalije, rođene Betyák. U Subotici je završila osnovnu i žensku građansku školu, a u jesen 1945. počinje pohađati je Dramski studio pri  Hrvatskom narodnom kazalištu u Subotici te već kao studentica počinje nastupati i u profesionalnim predstavama. Nakon toga, u razdoblju od 1947. do 1950. godine studira i potom završava glumu na  Zemaljskoj glumačkoj školi u Zagrebu. U toj su se školi u to vrijeme obrazovali također i Nela Eržišnik, Zdenka Heršak, Drago Krča, Pero Kvrgić, Sven Lasta, Branko Pleša, Etta Bortolazzi, Ljubica Mikuličić, Marija Crnobori i mnogi drugi poznati hrvatski, srpski i jugoslavenski glumci, redatelji i umjetnici. 
Nakon što je s odličnim uspjehom završila  Zemaljsku glumačku školu, odigravši u završnoj predstavi ulogu Evice (Jovan Sterija Popović, "Pokondirena tikva"), postala je 1950. članicom  Narodnoga kazališta u Puli, gdje je do proljeća 1953. odigrala više uloga, također povremeno gostujući i u Subotici. U tijeku svoje karijere interpretirala je vrlo raznolik repertoar likova poput Nine ("Kralj Betajnove"), Ljube Georgijevne  ("Sirotinja nije grijeh" ),  Rine ("Pokojnik" ), Marine  (,,Dva tuceta crvenih ruža"), Katty ( "Ulični svirači"), Evicu ("Pokondirena tikva" ), Dr Valentina ("Iz mraka") te mnoge druge.
Od svog definitivnog povratka godine 1953.  u Suboticu u kontinuitetu nastupa u  Narodnom pozorištu do umirovljenja u predstavama te kao članica pozorišnog savjeta i u politici kazališta. 
Premda je umirovljena 1982. godine, u kazalištu je povremeno nastupala sve do 2002. 
Pokopana je u obiteljskoj grobnici na groblju  sv. Roke u Subotici .

## Uloge

### Kazališne uloge
- Koca "Koštana" Borisav Stanković, redatelj: Dušan Medaković, (23. veljače 1946.); Hrvatsko narodno kazalište u Subotici[3]
- Karpova Nada kontravionka "Tražim Anu" "Vladimir Mass i Mikhail Červinskij, redatelj: Lajčo Lendvai, (25. prosinca 1945.); Hrvatsko narodno kazalište u Subotici  Plakat predstave  HNK Subotica: "Tražim Anu", redatelj: Lajčo Lendvai, 1945. Eržika Kovačević u ulozi Karpove Nade, Plakat je dio muzejske građe "Pozorišnog muzeja Vovodine".
- Evica "Pokondirena tikva", Jovan Sterija Popović,  Zemaljska glumačka škola, 1950.
- Reza "Ć'a Bonina razgala", Matija Poljaković, redatelj: Mirko Huska, 28. listopada 1950.; Hrvatsko narodno kazalište u Subotici
- Rina  "Pokojnik", Branislav Nušić,  Narodno kazalište u Puli, 1951.
- Pela "Zle žene" Jovan Sterija Popović, redatelj: Milan Tutorov, 1952. Hrvatsko narodno kazalište u Subotici
- Colombina "Sluga dva gospodara" Carlo Goldoni, redatelj: Lajčo Lendvai, (15. travnja 1953.)  Narodno pozorište, Subotica
- Armande, "Učene žene", Molière,  Narodno pozorište, Subotica
- Laura Wingfield "Staklena menažerija" Tennessee Williams,  Narodno pozorište, Subotica
- Gina "Ožalošćena porodica" Branislav Nušić,  Narodno pozorište, Subotica
- Eleonora "Bez sexa molim...!" Antony Mariott i Alister Futt režija: Boško Pištalo,  Narodno pozorište, Subotica
- Gđa Dally, "Gđa Dally ima ljubavnika" William Henley,  Narodno pozorište, Subotica
- Katarina, "Oluja" Nikolaj Ostrovski, redatelj: Lajčo Lendvai, 1953.,  Narodno pozorište, Subotica
- David Koperfild David Koperfild, Charles Dickens, režija: Szilágyi László,  (11. veljače 1955.);  Narodno pozorište, Subotica
- Isabel la Clavela, "Mariana Pineda" Federico García Lorca, redateljica: Vesna Kauzlarić; (29. prosinca 1955.)  Narodno pozorište, Subotica
- Thea Elvsted "Hedda Gabler" Henrik Ibsen, redateljica: Vesna Kauzlarić, (9. svibnja 1956.);  Narodno pozorište, Subotica[4]
- Madeleine Petrovna, "U agoniji" Miroslav Krleža, režija: Petar Govedarović, 12. veljače 1961.;  Narodno pozorište, Subotica[5][6]
- Sestra Anđelika "Gospoda Glembajevi", Miroslav Krleža, redatelj: Predrag Dinulović, (19. listopada 1965.) Narodno pozorište, Subotica[7]
- Služavka, "Prozivka",  Velimir Subotić, redatelj: Boško Pištalo, (8. ožujka 1966.);  Narodno pozorište, Subotica
- Dadilja,  "Medeja", Euripid, režija:  Petar Šarčević, (22. rujna 1967.);  Narodno pozorište, Subotica
- Magda, "Hlače", Ferenc Dunai, režija:  Petar Šarčević, (13. studenog 1966.);  Narodno pozorište, Subotica[8]
- Florans Gudman "Filip i Jona" Irving Shaw, redatelj: Milan Barić, (29. studenog 1966.);  Narodno pozorište, Subotica[9]
- Roza Probojčeva, "Ode Bolto na ogled" Matija Poljaković,  redatelj: Mirko Huska, (18. veljače 1967.), Narodno pozorište, Subotica[10]
- Marijina mjaka "Ljubav na talijanski način", Pietro Garinei, redateljica: Jelka Asić, 11. travnja 1967.;  Narodno pozorište, Subotica
- Gospođa Boyle "Mišolovka", Agata Christi, redatelj: Vjekoslav Vidošević, 20. svibnja 1969.;  Narodno pozorište, Subotica
- Doma "Jedna cura sto nevolja" Matija Poljaković, redatelj:  Petar Šarčević, 14. listopada 1969.,  Narodno pozorište, Subotica
- Marija Terezija "Grička vještica", Marija Jurić Zagorka, redatelj:  Petar Šarčević, 23. listopada 1969.;  Narodno pozorište, Subotica
- Olga "Tri sestre", Antun Pavlović Čehov, redatelj: Radoslav Lazić,  3 veljače, 1970.;  Narodno pozorište, Subotica[11]
- Udova Šin "Dobri čovjek is Sečuana", Bertold Brecht, redatelj: Vjekoslav Vidošević, 25. travnja 1970.,  Narodno pozorište, Subotica
- Mara "Graničari" Josip Freudenreich i Petar Šarčević, redatelj:  Petar Šarčević,  (28. listopada 1970.),  Narodno pozorište, Subotica[12]
- Lady Fitzbuttress "Na pola na drvetu" Peter Ustinov, redatelj: István Sabo mlađi, (26. veljače 1971.);  Narodno pozorište, Subotica[13]
- Mrs. Katherine Stockmann "Neprijatelj Naroda" Henrik Ibsen, redatelj: Vjekoslav Vidošević, 18. travnja 1972.;   Narodno pozorište, Subotica[14]
- Gđa Draga "Dr" Branislav Nušić, redatelj: Božo Pištalo, 24. studenog 1972.;  Narodno pozorište, Subotica
- Koca Trumbina, "Dolaziš opet, Adame" Petko Vojnić Purčar, redatelj: Vladimir Putnik, 13. siječnja 1973.,  Narodno pozorište, Subotica
- Više uloga "Ženski razgovori", Duško Radović, redatelj: Boško Pištalo, 26. svibnja 1973.;  Narodno pozorište, Subotica
- Generalica, "Na rubu pameti" Miroslav Krleža, redateljica: Vera Crvenčanin, (21. rujna 1973.);  Narodno pozorište, Subotica
- Jeca "Izbiračica", Kosta Trifković, redatelj: Jovan Konjović, 10. listopada 1973.;  Narodno pozorište, Subotica
- Majka "Hotel Plaza", Niel Simon, redatelj: Ištvan Sabo, 12. prosinca 1973.;   Narodno pozorište, Subotica
- Žena s ulice "Malograđani", Maksim Gorki, redatelj: Stevan Štukelja, 20. ožujka 1974.;  Narodno pozorište, Subotica
- Giza Mačje igre Ištvan Örkény,  Režija: Mihály Virág, (31 travnja 1974.);   Narodno pozorište, Subotica
- Šjora Libera "Ribarske svađe" Carlo Goldoni, redatelj: Vjekoslav Vidošević, 12. studenog 1975.;  Narodno pozorište, Subotica
- Ljubica "Prvo lice množine" Milenko Vučetić redateljica: Eržika Kovačević, 1975.
- Jermanova majka, "Sluge" Ivan Cankar, redatelj: Marjan Bevk, (16. studenog 1976.),  Narodno pozorište, Subotica[15]
- Kirjakica "Titanik valcer" Tudor Muşatescu, redatelj: Anatol Constantin, (8. veljače 1977.)   Narodno pozorište, Subotica[16]
- Rumenka "Radovan III, Dušan Kovačević, redatelj: Slavko Tatić, (2. ožujka 1979.)   Narodno pozorište, Subotica
- Sara "Dan kada su kidnapovali papu",  Joao Bethencourt, režija: Dobrica Stefanović, (29. ožujka 1980.);  Narodno pozorište, Subotica
- Više uloga, "Temetés Terézvárot", (Sprovod u Teresienburgu), Miroslav Krleža redatelj i scenograf: Ljubiša Ristić, (30. kolovoza 1989.)  Narodno pozorište, Subotica
- Više uloga "Šiptar І + II" Ljubiša Ristić, redatelj: Ljubiša Ristić, (21. siječnja 1989.  Narodno pozorište, Subotica
- Više uloga "Otac Sam" Danilo Kiš, redatelj: Ljubiša Ristić, (18. prosinca 1991.);  Narodno pozorište, Subotica[17]
- Više uloga «Misa a A-molu”, režija: Ljubiša Ristić, (4. kolovoza 1991.);  Narodno pozorište, Subotica[18]

## Snimke predstava
- »Vašange«,  Matije Poljakovića režirao Petar Šarčević, Radio Zagreb, davne 1970.

## Nagrade i priznanja
- Pohvale Udruženja dramskih umetnika Srbije Eržiki Kovačević za ulogu Olge u predstavi "Tri sestre", 1970.[19]
- Nagrađena je 1975. za izvedbu monodrame  "Ljubica prvo lice množine" Milenka Vučetića na Festivalu monodrame i pantomime u Zemunu